# Eteónico
Eteónico (en griego antiguo: Ἐτεόνικος) fue un comandante espartano durante las Guerras del Peloponeso y Corinto. Participó en muchos enfrentamientos clave, ocupó importantes mandos y es mencionado en múltiples ocasiones por Tucídides, Jenofonte y Diodoro Sículo. Sin embargo, su aparición en los registros es principalmente episódica, y sus papeles no son especialmente influyentes.

## Guerra del Peloponeso
Eteónico aparece por primera vez en la escena histórica cuando servía a las órdenes de Astíoco en una campaña alrededor de Quíos en algún momento entre 413 a. C. y el 412 a .C. sin ningún logro destacable.
Entre 412 a. C. y 411 a. C. fue gobernador espartano de Tasos (y potencialmente de Yaso), de donde fue expulsado junto con la facción espartana. Se pensó que el revés fue el resultado de la traición de un compañero espartano, Pasípidas, que posteriormente fue exiliado de Esparta.

### Batalla de Arginusas y consecuencias inmediatas
En el año 406 a. C. las fuerzas espartanas bloqueaban al almirante ateniense Conón en Mitilene, lo que llevó a Atenas a enviar una fuerza de auxilio. El almirante espartano Calicrátidas dejó a Eteónico bloqueando a Conón con 50 barcos y se llevó los 120 restantes contra los atenienses. Las dos flotas se encontraron en Arginusas, frente a la isla de Lesbos. La flota espartana fue completamente destruida, muriendo Calicrátidas. Eteónico recibió la noticia de la derrota y se retiró a Quíos. Mientras tanto, tras las Arginusas, los atenienses dividieron su fuerza naval. La fuerza principal fue enviada en busca de Eteónico, mientras que una fuerza más pequeña fue enviada para recoger a los supervivientes de los 25 barcos perdidos en la batalla. Sin embargo, una fuerte tormenta impidió ambas operaciones. Eteónico huyó y entre 1.000 y 5.000 náufragos atenienses murieron ahogados, lo que provocó una tormenta política en Atenas.
Durante su estancia en Quíos, Eteónico tuvo más dificultades. A medida que se acercaba el invierno, no tenía dinero para pagar a sus tropas, que eran incapaces de proveerse de comida y cobijo suficiente. Esto llevó a una conspiración para saquear Quíos, que era un estado aliado. Los conspiradores acordaron atarse cañas a los brazos para reconocerse mutuamente. Eteónico temía que el ataque causara un daño significativo a la reputación de Esparta, además de perjudicar a la alianza espartana en general. Se vio obligado a emitir la arriesgada orden de ejecutar a cualquiera de sus propios hombres que fuera visto con una caña atada al brazo. La táctica funcionó y se evitó la crisis. Poco después, Lisandro llegó a Éfeso para asumir el mando general en Jonia y Eteónico se le unió con sus fuerzas.

### Batalla de Egospótamos
Dos años más tarde, en el 404 a. C., Eteónico desempeñó un papel importante en la batalla de Egospótamos, que puso fin a la Guerra del Peloponeso. Existen diversos relatos de la batalla. Sin embargo, todos coinciden en la destrucción total de la flota ateniense por parte de Lisandro, lo que condujo directamente a la rendición de Atenas. Gran parte de la flota ateniense fue destruida en la playa, mientras que las tripulaciones de las naves se dispersaron. Eteónico dirigió las fuerzas terrestres espartanas que lucharon en la playa.
Tras la batalla, Lisandro barrió a los atenienses del poder en gran parte de su imperio. Como parte de esa campaña, Lisandro envió a Eteónico con 10 trirremes para derrocar el poder ateniense en el norte, lo cual consiguió.

## Encuentro con los "Diez Mil"
Eteónico también tiene un pequeño papel en la historia de los famosos Diez Mil mercenarios griegos que habían marchado a Persia para luchar por Ciro el Joven y quedaron abandonados allí tras su muerte en la batalla de Cunaxa. A su regreso a Jonia, Farnabazo, el sátrapa persa, estaba preocupado por el ejército griego que asolaba sus tierras. Pidió ayuda a sus aliados espartanos para expulsar al ejército de sus territorios. En respuesta, Anaxibio, el general espartano, engañó a Jenofonte, el comandante de los Diez Mil, para que transportara a su ejército hasta Bizancio con la promesa de un buen empleo. Una vez allí, los Diez Mil fueron abandonados y se les ordenó marchar a Tracia y valerse por sí mismos. Al negarse a marcharse, los soldados se apoderaron de Bizancio, que estaba en manos de Eteónico en nombre de Anaxibio. Eteónico se vio obligado a refugiarse en la ciudadela. Sin embargo, Jenofonte logró persuadir a sus tropas de la locura que suponía desafiar a Esparta en un momento en que los espartanos dominaban el mundo griego tras la Guerra del Peloponeso. Los restos de los Diez Mil se retiraron pacíficamente de Bizancio.

## Guerra de Corinto
En el año 388 a. C., con la guerra de Corinto ya iniciada, Eteónico era el gobernador espartano de Egina. Bajo las órdenes de Esparta, permitió que sus tropas espartanas y eginetas asolaran los territorios atenienses. Atenas tomó represalias y sitió Egina. Los atenienses, bajo el mando de Pánfilo, bloquearon Egina con su flota y construyeron fortificaciones invadiendo la ciudad por tierra. El bloqueo naval fue levantado por la flota espartana al mando de Teleutias, pero los atenienses continuaron asediando Egina por tierra. Poco después, Teleutias fue sustituido por Hierax, que nombró gobernador a Gorgopas. Gorgopas consiguió levantar el asedio y llevar a cabo varias operaciones ofensivas, pero fue asesinado en una emboscada. Al parecer, Eteonico no abandonó Egina después de que Gorgopas se convirtiera en gobernador y asumió el mando tras su muerte. Sin embargo, no pudo obligar a sus tropas a emprender nuevas operaciones ofensivas debido a la falta de paga. Teleutias fue llamado para asumir el mando general. Su reputación entre las tropas y su carisma personal le permitieron restablecer la disciplina a pesar de no disponer de fondos adicionales.